# Eudorylas diversus
Eudorylas diversus är en tvåvingeart som först beskrevs av Hardy 1949.  Eudorylas diversus ingår i släktet Eudorylas och familjen ögonflugor. Inga underarter finns listade i Catalogue of Life.